# Hal Hartley
Hal Hartley (ur. 3 listopada 1959 w Lindenhurst, w stanie Nowy Jork) – amerykański reżyser, scenarzysta i kompozytor. Twórca kina niezależnego.

## Życiorys
Wychował się w katolickiej irlandzkiej dzielnicy na Long Island (nazywany jest „Godardem Long Island”). Jego ojciec był jednym z najlepszych brygadzistów wznoszących drapacze chmur na Manhattanie. Młody Hal Hartley poszedł w ślady ojca – został robotnikiem wysokościowym i dołączył wraz z bratem do brygady ojca. W 1977 wyjechał jednak na studia artystyczne do Bostonu (do Massachusetts College of Art). Chciał być malarzem, w trakcie studiów odkrył jednak, że jego prawdziwym marzeniem jest film.
W 1984 ukończył (z wyróżnieniem) wydział filmowy na Uniwersytecie Stanowym w Purchase, Nowy Jork. Początkowo pracował dorywczo jako asystent przy produkcji filmów, między innymi przy projekcie Laurie Anderson, Home of the Brave. Wkrótce jednak znalazł stałą pracę w firmie Action Productions, realizującej reklamy i filmy na zamówienie. Zdobył sympatię jej szefa – Jerome Brownsteina. Dzięki jego przychylności, Hartley w godzinach pracy mógł pisać scenariusze i realizować filmy krótkometrażowe.
W 1987 wziął kredyt na zakup komputera i namówił do tego samego swoich kuzynów. Za te pieniądze oraz dzięki finansowej pomocy Brownsteina, zrealizował w 1989 (za 75.000 USD) swój pierwszy film – „Niezwykła prawda”. Realizacja filmu trwała 11 dni, większość scen była kręcona w domach bliskich i znajomych Hartleya. Film przyniósł Hartleyowi rozgłos, otrzymał nagrodę na festiwalu filmowym w Toronto (w 1989). Kolejny film reżysera, Trust, potwierdził jego reżyserskie umiejętności.
Hal Hartley w swoich filmach nie stroni od eksperymentów i bawi się różnymi gatunkami filmowymi. W jego twórczości można znaleźć i film gangsterski (Amator, 1994), i biblijne science fiction (Księga życia, 1998) czy polityczny antykapitalistyczny pamflet (Dziewczyna z planety Poniedziałek, 2005), a nawet dramat psychologiczny (Henry Fool, 1997). Jego filmy charakteryzują nieruchome, pedantycznie skomponowane kadry, ekscentryczne postacie recytujące krótkie, ale koronkowo i humorystycznie skonstruowane teksty, monotonne podmiejskie pejzaże, emocje ukryte w beznamiętnym stylu narracji i manifestacyjny brak zainteresowania dla filmowego "dziania się". Bohaterami jego filmów są ekscentryczne, dziwaczne postacie (posępni amanci, ekstrawaganckie femme fatale, zakonnice, które piszą powieści pornograficzne i deklarują się jako wybredne nimfomanki-dziewice, profesorowie, którzy cały semestr poświęcają jednemu akapitowi twórczości Dostojewskiego).
Hal Hartley często sam komponuje i wykonuje muzykę do swoich filmów pod pseudonimem Ned Rifle. Jest również autorem wielu filmów krótkometrażowych, których przykładem są zrealizowane w 1991 Teoria sukcesu (Theory of Achievement) i Ambicja (Ambition) oraz filmów reklamowych.

## Życie prywatne
Hal Hartley obecnie mieszka w Berlinie. Jego żoną od 1996 jest japońska aktorka Miho Nikaido.

## Filmografia
- Kid, 1984
- The Cartographer's Girlfriend, 1987
- Dogs, 1988
- Niezwykła prawda (The Unbelievable Truth, 1989)
- Zaufanie (Trust, 1990)
- Przeżyć pożądanie (Surviving Desire, 1991)
- Ambition (II), 1991
- Theory of Achievement, 1991
- Prości faceci (Simple Men, 1992)
- Amator (Amateur, 1994)
- NYC 3/94, 1994
- Opera No. 1, 1994
- Iris, 1994
- Flirt (Flirt, 1995)
- Henry Fool (Henry Fool, 1997)
- Księga życia (The Book of Life, 1998)
- The New Math(s), 2000
- Kimono, 2000
- Nie ma takiej rzeczy (No Such Thing, 2001)
- The Sisters of Mercy, 2004
- Dziewczyna z planety Poniedziałek (The Girl from Monday, 2005)
- Strach (Fay Grim, 2006)
- Meanwhile, 2011
- My America, 2014
- Ned Rifle, 2014

## Nagrody
- 2015 – Nagroda Jury Ekumenicznego w sekcji Panorama za film Ned Rifle na 65. MFF w Berlinie
- 2007 – nagroda publiczności dla Fay Grim na MFF RiverRun
- 1998 – nagroda za najlepszy scenariusz za film Henry Fool na 51. MFF w Cannes
- 1994 – Silver Award na MFF Tokio za Amateur
- 1991 – nagroda publiczności dla Trust na Deauville Film Festival
- 1991 – nagroda Waldo Salt Screenwriting Award dla Trust na Sundance Film Festival
- 1991 – Grand Prize dla Trust na MFF w Houston
- 1991 – nagroda publiczności dla Trust na MFF w São Paulo